# Fédération européenne de go
La Fédération européenne de go (EGF, pour European Go Federation) est une association à but non lucratif dont l'objet est l'encouragement, la réglementation, la coorganisation, et le développement du jeu de go en Europe. Elle a introduit en 2014 (à la suite d'un partenariat avec CEGO en avril 2013) un système de joueurs professionnels, pour une durée de 10 ans
L'EGF a été créé en 1957, la même année que le premier congrès et Championnat européen de go (EGC) à Cuxhaven en Allemagne.
Le congrès est devenu un évènement annuel coorganisé par la fédération européenne de go et se déroule de manière tournante dans toute l'Europe ; c'est le lieu où se déroule le championnat européen, tout comme l'Assemblée Générale annuelle (AGM) de l'association.
La qualité de membre est ouverte à toute organisation de go dans chacun des pays d'Europe et peut être étendue à certains voisins. À l'heure actuelle, la fédération est composée de 36 membres.

## Fonctionnement
La fédération élit un conseil d'administration qui supervise un nombre de commissions responsables d'activités normales entre les assemblées générales annuelles.
Les tournois principaux européens ne sont pas sous la surveillance du conseil d'administration, mais sont directement coorganisés par la fédération elle-même. Parmi les tournois majeurs, certains sont regroupés en tant qu'épreuve de la Coupe européenne de go.
D'autres compétitions européennes sont organisées comme le Championnat européen junior de go, le Championnat européen de go par paire mixte (pair-go), le Championnat européen féminin de go et le Championnat européen de go par équipe, sans oublier l'évènement majeur constitué par le Championnat européen de go.
Une échelle de niveau européenne officielle est entretenue par le traitement des résultats d'une grosse majorité des tournois européens.
L'EGF est un membre de la Fédération internationale de go.

## Membres[6]
| Pays               | Nom de la structure                                                                                        |
| ------------------ | --- |
| Arménie            | Armenian Draughts and Go Federation                                                                        |
| Autriche           | Fédération autrichienne de go (Go Verband Österreich)                                                      |
| Azerbaïdjan        | Fédération d'Azerbaïdjan de GalaGAPI (Azerbaycan Qalaqapi Federasiyasi)                                    |
| Biélorussie        | Fédération de Biélorussie de go                                                                            |
| Belgique           | Fédération belge de go (Belgische Go Federatie - Fédération belge de go)                                   |
| Bosnie-Herzégovine | Association de go de Bosnie-Herzégovine (Go Asocijacija Bosne i Hecegovine)                                |
| Bulgarie           | Association bulgare de go (Bulgarska Go Asotsiatsija)                                                      |
| Croatie            | Alliance croate d'igo (Hrvatska Igo Udruga)                                                                |
| Chypre             | Association chypriote de go (Kypriakos Syndesmos Go)                                                       |
| République tchèque | Association tchèque de go (Ceska Asociace Go)                                                              |
| Danemark           | Association danoise de go (Dansk Go Forbund)                                                               |
| Finlande           | Association finlandaise de go (Suomen Go-liitto ry)                                                        |
| France             | Fédération française de go                                                                                 |
| Allemagne          | Fédération allemande de go (Deutscher Go-Bund)                                                             |
| Hongrie            | Association hongroise de go (Magyar Goszovetseg)                                                           |
| Irlande            | Association irlandaise de go (Irish Go Association)                                                        |
| Israël             | Association israélienne de go (Agudat Ha-Go Ha-Yisraelit)                                                  |
| Italie             | Fédération italienne de go (Federazione Italiana Giuoco Go)                                                |
| Kazakhstan         | Fédération kazakh de go                                                                                    |
| Lettonie           | Federation de go de Lettonie (Latvijas Go Federacija)                                                      |
| Lituanie           | Association lituanienne de go (Lietuvos Go Asociacija)                                                     |
| Luxembourg         | Club de go du Luxembourg                                                                                   |
| Pays-Bas           | Fédération néerlandaise de go (Nederlandse Go Bond)                                                        |
| Norvège            | Association norvégienne de go (Go i Norge)                                                                 |
| Pologne            | Association polonaise de go (Polskie Stowarzyszenie Go)                                                    |
| Portugal           | Association portugaise de go (Associaçăo Portuguesa de Go)                                                 |
| Roumanie           | Fédération roumaine de go (Federatia Romana de Go)                                                         |
| Russie             | Fédération russe de go (Rossiiskaya Federatziaya Go), suspendue le 13 avril 2022                           |
| Serbie             | Fédération serbe de go (Go Savez Srbije)                                                                   |
| Slovaquie          | Association slovaque de go (Slovenská Asociácia Go)                                                        |
| Slovénie           | Association slovène de go (Go Zveza Slovenije)                                                             |
| Espagne            | Association espagnole de go (Asociacion Espanola de Go)                                                    |
| Suède              | Association suédoise de go (Svenska Goförbundet)                                                           |
| Suisse             | Fédération suisse de go (Fédération suisse de go / Schweizerische Go Verband / Federazione Svizzera di Go) |
| Turquie            | Association turque des joueurs de go (Türkiye Go Oyunculari Dernegi)                                       |
| Ukraine            | Fédération ukrainienne de go (Ukrainska' Federatsiya Go)                                                   |
| Royaume-Uni        | Association britannique de go (British Go Association)                                                     |

## Joueurs professionnels en Europe
L'EGF a signé en avril 2013 un accord de partenariat avec CEGO (Beijing Zong Yi Yuan Cheng Culture Communication Co. Ltd) permettant financièrement l'introduction d'un système de joueurs professionnels en Europe pendant dix ans. Les objectifs du partenariat sont de faire connaître la culture chinoise (en particulier promouvoir le jeu de go) en Europe, et aussi de faire connaître les entreprises chinoises qui agiront comme sponsors.
Les joueurs professionnels auront des droits (facilité de participation à des tournois de professionnels en Asie ou aux tournois européens et priorité aux activités organisées par l'EGF) et des devoirs (représentation de l'EGF et du système de professionnels européens). Il est à noter qu'aucun revenu n'est garanti par l'EGF.
Un premier tournoi de qualification a été organisé en mai et juin 2014 à Strasbourg puis Amsterdam, les deux premiers joueurs européens sont Pavol Lisy (Slovaquie) et Ali Jabarin (Israël). Un deuxième tournoi s'est déroulé à Pise les 6, 7 et 8 mars 2015, qui a abouti à la qualification de Mateusz Surma (Pologne) et Ilya Shikshin (Russie).

### Liste des joueurs professionnels de la fédération européenne de go
Ci-dessous la liste des joueurs professionnels de la fédération européenne de go au 11/02/2020.
| Session | Année | Place | Nom                 | Pays               | Classement |
| ------- | ----- | ----- | ------------------- | ------------------ | ---------- |
| 1       | 2014  | 1/2   | Pavol Lisy          | Slovaquie          | 2 dan      |
| 1       | 2014  | 2/2   | Ali Jabarin         | Israël             | 2 dan      |
| 2       | 2015  | 1/2   | Mateusz Surma       | Pologne            | 3 dan      |
| 2       | 2015  | 2/2   | Ilya Shikshin       | Russie             | 4 dan      |
| 3       | 2016  | 1/1   | Artem Katchanovskyï | Ukraine            | 2 dan      |
| 4       | 2017  | 1/1   | Andrii Kravets      | Ukraine            | 1 dan      |
| 5       | 2019  | 1/1   | Tanguy Le Calvé     | France             | 1 dan      |
| 6       | 2021  | 1/1   | Stanisław Frejlak   | Pologne            | 1 dan      |
| 7       | 2023  | 1/1   | Jan Simara          | République Tchèque | 1 dan      |

## Voir également
- Nihon Ki-in : une des deux fédérations japonaises de go
- Kansai Ki-in : une des deux fédérations japonaises de go
- Hanguk Kiwon : fédération coréenne
- Zhongguo Qiyuan : fédération chinoise
- Taiwan Chi-Yuan : fédération taïwanaise
- American Go Association : fédération américaine
- Rangs et classements au go